# Culte de Skaro
 (avril 2023).
La mise en forme du texte ne suit pas les recommandations de Wikipédia : il faut le « wikifier ».
Les points d'amélioration suivants sont les cas les plus fréquents. Le détail des points à revoir est peut-être précisé sur la page de discussion.
- Les titres sont pré-formatés par le logiciel. Ils ne sont ni en capitales, ni en gras.
- Le texte ne doit pas être écrit en capitales (les noms de famille non plus), ni en gras, ni en italique, ni en « petit »…
- Le gras n'est utilisé que pour surligner le titre de l'article dans l'introduction, une seule fois.
- L'italique est rarement utilisé : mots en langue étrangère, titres d'œuvres, noms de bateaux, etc.
- Les citations ne sont pas en italique mais en corps de texte normal. Elles sont entourées par des guillemets français : « et ».
- Les listes à puces sont à éviter, des paragraphes rédigés étant largement préférés. Les tableaux sont à réserver à la présentation de données structurées (résultats, etc.).
- Les appels de note de bas de page (petits chiffres en exposant, introduits par l'outil «  Source ») sont à placer entre la fin de phrase et le point final[comme ça].
- Les liens internes (vers d'autres articles de Wikipédia) sont à choisir avec parcimonie. Créez des liens vers des articles approfondissant le sujet. Les termes génériques sans rapport avec le sujet sont à éviter, ainsi que les répétitions de liens vers un même terme.
- Les liens externes sont à placer uniquement dans une section « Liens externes », à la fin de l'article. Ces liens sont à choisir avec parcimonie suivant les règles définies. Si un lien sert de source à l'article, son insertion dans le texte est à faire par les notes de bas de page.
- La présentation des références doit suivre les conventions bibliographiques. Il est recommandé d'utiliser les modèles {{Ouvrage}}, {{Chapitre}}, {{Article}}, {{Lien web}} et/ou {{Bibliographie}}. Le mode d'édition visuel peut mettre en forme automatiquement les références.
- Insérer une infobox (cadre d'informations à droite) n'est pas obligatoire pour parachever la mise en page.

Pour une aide détaillée, merci de consulter Aide:Wikification.
Si vous pensez que ces points ont été résolus, vous pouvez retirer ce bandeau et améliorer la mise en forme d'un autre article.
Le Culte de Skaro était un ordre d'élite de Daleks dans la série télévisée de science-fiction britannique Doctor Who. Ils sont apparus pour la première fois dans le double épisode final L'Armée des ombres et Adieu Rose de la saison 2.

## Histoire
Le Culte de Skaro est apparu pour la première fois dans le double épisode final L'Armée des ombres et Adieu Rose. Ils sont décrits comme une organisation d'élite créée par l'Empereur des Daleks pour penser comme leurs ennemis pensent et trouver de nouvelles façons de survivre et de tuer des ennemis. Leur tâche créative s'est étendue à eux en développant leur imagination et en prenant des noms individuels : Dalek Sec, Dalek Thay, Dalek Caan et Dalek Jast. Selon le livre Doctor Who Files sur le Culte de Skaro, les membres du culte étaient des commandants de différentes sections de l'armée Dalek, avant d'être sélectionnés et promus par l'Empereur Dalek. Dans leur tâche, ils surpassent même l'Empereur mais le vénèrent toujours; cependant, au moment de leur première apparition à l'écran, ils ont survécu à la disparition de l'empereur survenu dans l'épisode final de la saison 1, À la croisée des chemins.
Le Culte de Skaro a échappé à la fin de la Guerre du Temps dans un vaisseau void avec un vaisseau prison venant des Seigneur du Temps contenant des millions de Daleks, qu'ils appellent l'Arche de Genesis. Dans l'épisode Adieu Rose, il est expliqué que l'Arche de Genesis ne peut être ouverte que par le toucher d'un voyageur temporel mais le Docteur et Rose Tyler refusent tous les deux, cependant Mickey Smith la touche accidentellement, libérant les Daleks contenus à l'intérieur. Le Docteur parvient finalement les stopper et à les aspirés dans le Void grâce à la machine de l'Institut Torchwood.
Dans l'obscurité, sans que le Docteur le sache, les quatre membres du Culte ont réussi à initier une distorsion temporelle d'urgence et se sont retrouvés dans les années 1930 à New York. Dans L'Expérience finale, opérant à partir d'un laboratoire sous l'Empire State Building, le culte utilise des esclaves cochons pour capturer les gens pour leurs expériences. En tant que dernier de leur course, la situation du Culte est devenue désespérée, Thay sacrifiant sa coque arrière pour la construction d'un mât au sommet du bâtiment. Sec a remis en question la supériorité génétique de la race Dalek et a proposé l'évolution en Dalek hybride, qu'il espérait, combinerait les meilleurs traits des humains et des Daleks. Dans DGM : Dalek génétiquement modifié, Sec, qui s'était transformé en "Dalek humain", a été retiré du commandement par Caan et finalement tué par Thay. Les Dalek humains, contaminés par l'ADN du Docteur en raison de son interférence sur le mât en Dalekanium, ont exterminé le Culte, tuant à la fois Thay et Jast. Caan a échappé à une confrontation avec le Docteur par une autre distorsion temporelle d'urgence.
Dans le double épisode final de la saison 4 La Terre volée et La Fin du voyage, il est révélé que Caan a voyagé jusqu'au début de la Guerre du Temps, bien que cette période soit verrouillée dans le temps. Cela a forcé Caan à regarder dans les profondeurs du Vortex Temporel lui coûtant sa raison, mais cela lui a également montré le cours de l'avenir. Pendant la Guerre du Temps, Caan a sauvé Davros de l'épave de son vaisseau de commandement, permettant à Davros de revenir dans notre époque et de créer un nouvel empire Dalek avec son ADN. Davros tient Caan en très haute estime, bien que les nouveaux Daleks pensent que Caan est une "abomination" en raison de sa folie et de sa possession d'émotions.
Lorsqu'il a traversé le temps et l'espace pour sauver Davros, Caan a vu le carnage causé pour la cause Dalek et en a été dégoûté. Dans le final La Fin du voyage, Caan a convaincu le Meta-Crisis Docteur de détruire cet empire Dalek et de mettre fin à leur règne de terreur, ayant lui-même facilité les événements qui ont conduit à la création du Meta-Crisis Docteur et du DocteurDonna. Caan, le dernier du culte, a vraisemblablement été tué lorsque le navire de commandement Dalek, le Creuset, a explosé.

### Marquages
Outre leurs voix et le schéma de couleurs unique de Sec, chaque Dalek du culte a un marquage spécifique sur son boîtier pour les distinguer des autres. Sous leur oculaire, il y a un marquage constitué d'un rectangle relié à un petit carré par une ligne sur son côté droit. À l'intérieur du rectangle se trouvent trois petites lignes horizontales disposées verticalement sur le côté gauche. Pour distinguer un Dalek d'un autre, l'une de ces trois lignes est prolongée, ou aucune dans le cas de Sec. Jast a sa ligne en haut, Caan au milieu et Thay en bas.

## Membres

### Dalek Sec
Dalek Sec était le chef du culte et de l'attaque de Dalek lors de la bataille de Canary Wharf contre les Cybermen. Son boîtier d'origine était complètement noir au lieu de la couleur dorée traditionnelle des Daleks. Il a montré son leadership en communiquant avec l'ennemi, à savoir Rose Tyler, Cybermen et Le Docteur, et en commandant les trois autres Daleks. Parce qu'il n'y avait que quatre Daleks à l'extérieur du void, Sec s'est battu aux côtés des autres membres du Culte contre l'ennemi et a continué à vérifier l'état de l'Arche de Génésis. Cependant, dès que l'Arche a été "amorcée", Sec s'est échappé de la tour de Torchwood avec l'Arche, pour commander toute l'armée de Daleks depuis le ciel tout en surveillant de près l'Arche. Parce que l'armée Cyberman et le vaisseau void contenant le culte, l'Arche de Génésis et l'armée de Dalek à l'intérieur avaient voyagé à travers le void, ils avaient tous ramassé des "particules de void" qui, lorsque le Docteur a inversé le flux du rayonnement, a aspiré les deux armées, l'Arche de Génésis et les deux armées retournent dans le Void. Dalek Sec et le Culte ont pu échapper au massacre en lançant une Distorsion Temporelle d'Urgence.
Avec le reste du Culte de Skaro, il s'est retrouvé à New York en 1930 et a établi une base sous l'Empire State Building. Prenant le contrôle de la construction du building et convertissant de force les humains en esclaves cochons pour servir de main-d'œuvre, le Culte de Skaro a également travaillé sur des expériences conçues pour faire évoluer le genre Dalek vers une nouvelle forme. Le Culte a recruté un serviteur humain avide de pouvoir, M. Diagoras, qui semblait penser plus comme un Dalek que la plupart, ce que Dalek Caan a admis. Sec s'est retourné contre le concept de pureté génétique Dalek, considérant la survie comme plus importante et considérant l'ADN humain comme détenant des attributs utiles, car les humains prospèrent en tant qu'espèce alors que les Daleks avaient presque disparu. Utilisant lui-même et M. Diagoras comme test pour l'expérience finale, il a été transformé en hybride mi-Dalek et mi-humain.
Dans son nouveau corps, il a commencé à ressentir l'humanité pour la première fois de son existence. Il était motivé par les émotions plutôt que par la volonté traditionnelle de Dalek de conquérir, affirmant que Davros, le créateur de Dalek avait tort. Motivé par cela, Sec a demandé au Docteur de l'aider à créer plus d'hybrides en utilisant des corps humains. Contrairement aux vues de Davros, leur créateur, il a décidé que les Daleks devraient évoluer pour survivre ou éventuellement mourir. Lorsque le Docteur a dit que la Terre n'avait pas de place pour une autre race, Sec a dit que le Docteur pouvait utiliser le TARDIS pour emmener la nouvelle race dans un autre monde. Sec a été bouleversé par la mort du chef du village Hooverville, Solomon, qui a tenté de faire la paix avec les Daleks. Cependant, les trois autres Daleks en vinrent à rejeter les théories de Sec, le retirant de ses fonctions de chef du Culte et le mettant enchaîné. Dalek Caan a pris le contrôle et a alimenté les autres corps humains avec de l'ADN Dalek pur. Sec s'est opposé à leur tentative de tuer le Docteur, avertissant les autres que "Si vous choisissez la mort et la destruction. Alors la mort et la destruction vous choisiront". Les Daleks ont rejeté cette pensée, admettant qu'ils "survivent toujours", et ont tué leur ancien chef lorsqu'il a tenté de protéger le Docteur. Le Docteur a montré son respect pour Sec en l'appelant le "Dalek le plus intelligent de tous les temps" et le seul qui aurait pu mener les Daleks "hors des ténèbres".
En raison de son altération génétique de Dalek à Dalek humain, Dalek Sec a été le premier Dalek à se repentir des morts qu'il a causées (Dalek Caan étant le deuxième), et le seul Dalek qui s'est volontairement sacrifié pour sauver le Docteur.
Son caractère d'hybride Dalek humain n'est pas tout à fait clair, car, bien qu'il ressente finalement l'humanité, il est parfois également sous-entendu qu'il avait toujours des plans pour provoquer la destruction. Un exemple serait lorsque Dalek Caan devient "contrôleur" des Daleks humains et branché sur leur ordinateur militaire, Sec répond à cet acte de trahison par "Ce devait être ma position !".
Sec a été le premier Dalek de la nouvelle série à voir son mutant en bonne santé (à l'exception possible de l'Empereur Dalek). Il a également été le premier Dalek de la nouvelle série à ouvrir également son boîtier inférieur, montrant des tentacules plus longs. Il a également été démontré que Sec était capable d'engloutir M. Diagoras dans une membrane en forme de sac projetée à partir de ce qui semble être ses pièces buccales. Sa "peau" avait également une couleur verdâtre foncée.
Selon le livre Doctor Who Files sur le Culte de Skaro, Dalek Sec était le commandant de la septième escouade d'incursion et a mené l'attaque contre les méchonoïdes sur Magella avant d'être promu par l'Empereur Dalek.

### Dalek Caan
Il a combattu dans la bataille de Canary Wharf, mais son rôle dans Adieu Rose était mineur. Il s'est échappé avec le reste du Culte. Dans L'Expérience finale et DGM : Dalek génétiquement modifié lorsque le Culte est arrivé dans les années 1930 à Manhattan, Caan avait un rôle beaucoup plus important, prenant le contrôle du groupe. Il a supervisé la construction de l'Empire State Building, livrant les commandes de Sec à M. Diagoras, et a agi comme contact du Culte à la surface. Après la transformation de Sec en Dalek humain, Caan et Jast ont commencé à douter des motivations de leur chef. Lorsque Sec a décidé de donner des émotions aux Dalek humains, Caan est intervenu, modifiant le processus pour les rendre 100% Dalek. Caan renversa Sec et prit le commandement du Culte. Après que le Dixième Docteur ait éparpillé son propre ADN dans les Dalek humains, Caan a détruit l'espèce hybride.
'Dalek Caan réapparaît dans La Terre volée. Une distorsion temporelle d'urgence utilisé pour échapper au Docteur l'a fait traverser une série de temporalité différentes. Il a brisé le verrou temporel et est arrivé en plein dans La Guerre du Temps, ce qui lui a permis de sauver Davros, le créateur des Daleks. Il a été témoin de "tout le temps", devenant effectivement précognitif. La plupart de ses prophéties sont 'doggerel et nécessitent une interprétation prudente. Cependant, il semble devenir sinistrement plus lucide à mesure que ses plans se concrétisent.
Dans La Terre volée, le Dalek Suprême se réfère à Caan comme "L'Abomination".
Dalek Caan est l'un des très rares Daleks à se rendre compte, dans son cas en étant témoin des actions de tous les Daleks à travers le temps, que la façon d'exister des Daleks est destructrice et intolérable. Il réalise la prédiction faite par Dalek Sec avant d'être tué, en manipulant les événements au fil du temps pour provoquer la destruction des nouveaux Daleks créer par Davros. Il affirme lui-même qu'il n'a fait qu'aider et que les événements qui se sont produits étaient de toute façon fatals.

### Dalek Thay
Dalek Thay a été le premier à être nommé à l'écran. Il était le troisième commandant de Sec. Il a lancé les hostilités de Dalek contre l'armée d'invasion des Cybermen après avoir tué deux d'entre eux dans Adieu Rose. Thay a combattu dans la bataille de Canary Wharf et effectué une distorsion temporelle d'urgence avec les autres membres du Culte de Skaro lorsque le Docteur a rouvert le Void.
Comme les autres membres réguliers Dalek du Culte, il avait des doutes sur le plan de Dalek Sec de fusionner avec un humain dans le cadre de la vision de Sec de "l'évolution" Dalek. Il a sacrifié trois pans de sa coque pour créer le paratonnerre de l'Empire State Building, et a également servi de contact du Culte à M. Diagoras. Dans l'apogée de DGM : Dalek génétiquement modifié, Thay rejette les avertissements de l'hybride Dalek Sec et le tue. Quelques instants plus tard, Thay a été détruit (avec Dalek Jast) lorsque les hybrides Dalek humains se sont rebellés contre les ordres de tuer le Docteur et ont ouvert le feu sur les Daleks à la place.
Selon le livre Doctor Who Files sur le Culte de Skaro, Dalek Thay était le commandant de la station Alpha, le centre de recherche Dalek le plus secret, avant d'être promu par l'Empereur Dalek.

### Dalek Jast
Dalek Jast a supervisé le statut de l'Arche de Génésis dans Adieu Rose. Il a combattu dans la bataille de Canary Wharf et a échappé au void avec ses camarades. Il était le quatrième commandant du Culte.
Jast et Thay ont aidé Sec dans des expériences sous l'Empire State Building. Lorsque Sec était sur le point de fusionner avec M. Diagoras et de devenir le premier Dalek humain, lui et Thay sont intervenus dans l'expérience de Sec afin de maintenir la pureté de Dalek, mais Sec a rétorqué que leur chemin vers la suprématie avait conduit les Daleks à l'extinction. Jast a continué à remettre en question les motivations de Sec et l'a finalement trahi avec Thay et Caan. Il a été détruit par les Dalek humains avec Dalek Thay par les armes des Daleks humains.
Dalek Jast avait la voix la plus aiguë du Culte. Il était le troisième membre à être tué, peu après Thay.
Selon le livre Doctor Who Files sur le Culte de Skaro, Dalek Jast était le chef de la force du bataillon défensif de la bordure extérieure avant d'être promu par l'Empereur Dalek.[réf. nécessaire]